# 三氟化硫
三氟化硫是一种无机化合物，由一个硫原子和三个氟原子组成。 它的化学式为 SF3。三氟化硫并不稳定，它有一个不成对电子，所以是自由基。 虽然有些自由基是稳定的，SF3并不稳定。

## 结构
三氟化硫是由一个硫原子被三个氟原子环绕而成的。每个氟原子都和硫原子形成一个共价键。 SF3 分子的寿命非常短，以至于人们不能研究它的结构。分子结构为蝴蝶形（右图），属于Cs 点群。

## 作为配体
SF3 配体已在 (Et3P)2Ir(CO)(Cl)(F)(SF3)中被发现。Ir(CO)3(SF3)也可能是稳定的。不过，其它第三过渡系的元素不与 SF3形成稳定配合物，它们会把 SF3分解成SF2 和 -F，再进行配合。